# Gilles Crampes
Gilles Crampes, né le 27 novembre 1969 à Tarbes, est un photographe et un photojournaliste français.
Ses reportages ont été publiés par la presse française et internationale, notamment par Newsweek, National Geographic France, Géo, The Independent, Le Monde, Libération et Grands Reportages.

## Biographie
Gilles Crampes suit des études de photographie à l’ETPA de Toulouse (1991-1993) lors desquelles il effectue un stage à l’agence Magnum (1992) à Paris. Durant les années 90, il fait plusieurs reportages ethnographiques en Asie. Son reportage sur la diaspora tibétaine fait l’objet de parutions internationales et d’une projection au festival VISA pour l’Image, et son travail sur les pays producteurs de pierres précieuses fait l'objet de nombreuses parutions et deux livres.
De 1997 à 2003 il effectue un reportage documentaire de longue durée sur le quartier de Pigalle à Paris.
De 2002 à 2008 il travaille régulièrement avec le magazine Grands Reportages pour lequel il  effectue de nombreux reportages notamment en Terre de Feu.
De 2010 à 2015 il illustre la présence laïque et religieuse des peuples du monde à Paris et sa proche banlieue,. Le livre Paris Célébrations, préfacé par Frédéric Lenoir, est publié par les Editions Magellan & Cie en 2016,. Vingt photographies tirées de ce corpus entrent en 2021 dans le fonds de collection et l’exposition permanente du Musée de l’Histoire de l’immigration.
Crampes a également collaboré avec des entreprises et plusieurs fondations, notamment Fondation Danielle Mitterrand, Fondation Nicolas-Hulot pour la nature et l'homme, SOS Racisme).

## Vie privée
Gilles Crampes habite à Paris. Il est le compagnon de la chanteuse Armelle Yons.

## Monographies
- 2016 : Paris Célébrations, Magellan & Cie.
- 2006 : 1956-2006 L’énergie au Cœur, GDF- Livres collectifs.
- 2004 : Pierres précieuses et terres d’aventure, éditions Hermé.
- 2002 : À la poursuite des pierres précieuses, éditions Privat.

## Expositions
- 2020 : Galerie Terrain Vagh, Paris
- 2019 : Galerie Terrain Vagh, Paris.
- 2019 : Galerie Orpiment, Liège.
- 2018 : Pagode de Vincennes
- 2018 : Espace des Blancs Manteaux
- 2018 : Salons de la photographie Saint-Sulpice, Paris
- 2018 : Salon de la photographie, Bordeaux.
- 2018 : Galerie Kerchache-Pivaty
- 2017 : Galerie Comtesses, Lyon
- 2017 : Espace des Blancs Manteaux, Paris.
- 2017 : BHV Marais.
- 2016 : Echomusée de la Goutte d’Or, Paris.
- 2016 : Café social Ayyem Zamen, Paris.
- 2013 : Théâtre de Ruthebeuf, Clichy.
- 2012 : Musée du Montparnasse.
- 2012 : Bordeaux, quartiers Caudeyran et Grand Parc.
- 2012 : Pagode de Vincennes. Paris.
- 2012 : Espace Moisant, rue de Seine. Paris.
- 2012 : Echomusée de la Goutte d'Or, Paris.
- 2011 : Festival Chroniques Nomades. Honfleur.
- 2008 : 60 ans de Tati. Exposition, vente aux enchères. Le 104, Paris.
- 2008 : Biennale des Agents Associés. Musée des Arts Décoratifs, Paris.
- 2002 : Projection à Visa pour l’Image, Perpignan.

### Collections publiques
- Musée National de l’Immigration, Paris : Paris Célébrations (2021).